# Shelburne (Vermont)
Shelburne ist eine Town im Chittenden County des Bundesstaats Vermont in den Vereinigten Staaten, mit 7.717 Einwohnern (laut Volkszählung von 2020).

## Geografie

### Geografische Lage
Shelburne liegt im Südwesten des Chittenden Countys, am Ostufer des Lake Champlain und etwas südlich der lokalen Metropole Burlington. Ein großer Teil der Shelburne Bay, einem natürlichen Hafen, wird von der Town umschlossen. Der einzige große Wasserlauf, der La Platte River, entspringt bei Hinesburg, fließt östlich der Hauptsiedlung Shelburnes stark mäandernd durch die Town und mündet in die Bay. Im Osten des Gebietes liegt ein großer See, der Shelburne Pond, mit einer Fläche von etwa 240 ha. Nennenswerte Erhöhungen weist das Gebiet nicht auf.

### Nachbargemeinden
Alle Entfernungen sind als Luftlinien zwischen den offiziellen Koordinaten der Orte aus der Volkszählung 2010 angegeben.
- Norden: South Burlington, 6,9 km
- Nordosten: Williston, 16,4 km
- Osten: St. George, 14,6 km
- Südosten: Hinesburg, 17,5 km
- Süden: Charlotte, 2,9 km
- Westen: Willsboro, NY, 17,3 km
- Nordwesten: Chesterfield, NY, 22,9 km

### Klima
Die Durchschnittstemperatur in Shelburne liegt zwischen −11,0 °C (12 °Fahrenheit) im Januar und 20,0 °C (68 Grad Fahrenheit) im Juli. Damit ist der Ort gegenüber dem langjährigen Mittel Vermonts um etwa 2 Grad kühler. Die Schneefälle zwischen Oktober und Mai erreichen ihren Höchstwert im Januar und liegen deutlich höher als die mittlere Schneehöhe in den USA. Die tägliche Sonnenscheindauer liegt am unteren Rand des Wertespektrums der USA, im Zeitraum September bis Dezember zum Teil deutlich darunter.

## Geschichte
Das durch Gouverneur Benning Wentworth im Rahmen der New Hampshire Grants zur Besiedlung ausgerufene Gebiet wurde am 18. August 1763 mit 14.272 acres (etwa 54 km²) an eine Gruppe von 65 Siedlern verkauft, aber nur zögerlich besiedelt. Erste Siedler waren offenbar zwei Deutsche, die sich laut Hemenway 1768 angesiedelt hatten. Logans Point (an der Grenze zu Burlington) und Pottiers Point (heute: Shelburne Point an der Nordspitze der Halbinsel zwischen Lake Champlain und Shelburne Bay) trugen ihre Namen. Sie verdienten ihr Geld als Holzfäller für die Kanadier und wurden, wie die lokale Überlieferung berichtet, von kanadischen Soldaten, die sie vor Indianerüberfällen schützen sollten, bei einem Raubüberfall am Nordufer des Sees ermordet.
Vor der Amerikanischen Revolution waren etwa zehn Familien ansässig, die Getreide für die Briten anbauten, die Gegend aber nicht beständig bewohnten. Zur Getreideernte reisten die Farmer mit zusätzlichem Personal an, wurden aber gelegentlich durch Indianerüberfälle behindert. Zumindest bei einem derartigen Überfall gab es auch zwei Tote auf Seiten der Siedler. Nach dem Ende des Unabhängigkeitskrieges 1783 wurde die Besiedlung intensiviert. Die konstituierende Stadtversammlung wurde am 29. März 1787 abgehalten; zu diesem Zeitpunkt waren etwa zwei Dutzend Familien auf dem Gebiet der Town ansässig.
Die Verschiffung von Getreide über den Wasserweg bis nach New York sorgte für einen beständigen Zuwachs von Siedlern, der aber durch den Mangel an frischem Trinkwasser in Grenzen gehalten wurde. Die Ruhr-Epidemie, die 1813 in der Gegend rund um den See grassierte, führte zudem zu vielen Toten in der Town.
Die Eröffnung der Bahnstrecke Bellows Falls–Burlington am 18. Dezember 1847 erweiterte den Abnehmerkreis der Waren Shelburnes um die Gemeinden östlich der Green Mountains bis hin an die Metropolen der Ostküste.
Trotz der zusätzlichen Möglichkeiten, die die Bahnverbindung erbrachte, blieben die Einwohnerzahlen der Town in etwa auf dem gleichen Level: eine zusätzliche Industrialisierung blieb aus. Auch der Erste Weltkrieg hatte keine sichtbaren Einflüsse auf die Town; doch im Zuge der Weltwirtschaftskrise kam es zu einer geringen Abwanderungsbewegung aus der Town. Die Entwicklung des nördlich benachbarten Burlington nach dem Zweiten Weltkrieg zum Industriezentrum Vermonts hatte großen Einfluss auf Shelburne. Seit dem Ende der 1940er Jahre nahm die Einwohnerzahl beständig stark zu; zugleich entwickelte sich Shelburne von der reinen Agrargemeinde zu einem weiteren Zentrum für mittelständische Industrie. Innerhalb von 70 Jahren versiebenfachte sich die Einwohnerzahl.

### Einwohnerentwicklung
| Volkszählungsergebnisse – Town of Shelburne | Volkszählungsergebnisse – Town of Shelburne | Volkszählungsergebnisse – Town of Shelburne | Volkszählungsergebnisse – Town of Shelburne | Volkszählungsergebnisse – Town of Shelburne | Volkszählungsergebnisse – Town of Shelburne | Volkszählungsergebnisse – Town of Shelburne | Volkszählungsergebnisse – Town of Shelburne | Volkszählungsergebnisse – Town of Shelburne | Volkszählungsergebnisse – Town of Shelburne | Volkszählungsergebnisse – Town of Shelburne |
| Jahr                                        | 1700                                        | 1710                                        | 1720                                        | 1730                                        | 1740                                        | 1750                                        | 1760                                        | 1770                                        | 1780                                        | 1790                                        |
| ------------------------------------------- | ------------------------------------------- | ------------------------------------------- | ------------------------------------------- | ------------------------------------------- | ------------------------------------------- | ------------------------------------------- | ------------------------------------------- | ------------------------------------------- | ------------------------------------------- | ------------------------------------------- |
| Einwohner                                   |                                             |                                             |                                             |                                             |                                             |                                             |                                             |                                             |                                             | 389                                         |
| Jahr                                        | 1800                                        | 1810                                        | 1820                                        | 1830                                        | 1840                                        | 1850                                        | 1860                                        | 1870                                        | 1880                                        | 1890                                        |
| Einwohner                                   | 723                                         | 987                                         | 936                                         | 1123                                        | 1089                                        | 1257                                        | 1178                                        | 1190                                        | 1096                                        | 1300                                        |
| Jahr                                        | 1900                                        | 1910                                        | 1920                                        | 1930                                        | 1940                                        | 1950                                        | 1960                                        | 1970                                        | 1980                                        | 1990                                        |
| Einwohner                                   | 1202                                        | 1097                                        | 997                                         | 1006                                        | 1010                                        | 1365                                        | 1805                                        | 3782                                        | 5000                                        | 5871                                        |
| Jahr                                        | 2000                                        | 2010                                        | 2020                                        | 2030                                        | 2040                                        | 2050                                        | 2060                                        | 2070                                        | 2080                                        | 2090                                        |
| Einwohner                                   | 6944                                        | 7144                                        | 7714                                        |                                             |                                             |                                             |                                             |                                             |                                             |                                             |

## Wirtschaft und Infrastruktur

### Verkehr
Neben der nach wie vor bedienten Bahnstation führt der U.S. Highway 7 durch die Town und verbindet Burlington im Norden mit Vergennes, Middlebury und Rutland im Süden. Durch den Osten führt ebenfalls in nordsüdlicher Richtung die Vermont State Route 116. Im Süden, in der Nähe des Highways, befindet sich der Shelburne Airport.

### Tourismus
Touristische Anziehungspunkte Shelburnes sind das Shelburne Museum, ein Museum für Kunsthandwerk mit Exponaten wie dem Dampfschiff Ticonderoga und einer Kunstsammlung mit Werken bekannter Maler, sowie der ehemalige Muster-Bauernhof Shelburne Farm.

### Öffentliche Einrichtungen
Es gibt kein Krankenhaus in Shelburne. Das  University of Vermont Medical Center in Burlington ist das nächstgelegene Krankenhaus.

### Bildung
Shelburne gehört mit Charlotte, Hinesburg, St. George und Williston zur Chittenden South Supervisory Union In Shelburne befindet sich die Shelburne Community School. Sie bietet Schulklassen von Pre-Kindergarten bis zum achten Schuljahr.
Mit der Heartworks Pre-School, der Renaissance School und der Endeavour Middle School gibt es drei private Schulen in Shelburne.
Zudem bietet die Waldorf Lake Champlain School eine schulische Ausbildung im Bereich Grund- und Mittelschule nach dem Waldorfprinzip an.
Die Pierson Library wurde 1888 durch J.L. Barstow und weitere Bewohner von Shelburne gegründet. Durch Spenden wurde ein Bestand von 100 Büchern erreicht und Mary Gribbin, die Postmistress, wurde die erste Bibliothekarin. Umbenannt in Pierson Library wurde die Bibliothek im Jahr 1922 nach James Pierson, der in Shelburne aufgewachsen war und der Bibliothek eine Spende in Höhe von 38.000 $ vermachte. Durch dieses Geld konnte die Bibliothek erheblich, auch räumlich, erweitert werden. Im Jahr 2001 zog die Bibliothek in neue Räume. Zuvor befanden sich in diesen Räumen die Büroräume der Town und der Polizei. Sie befinden sich auf der Rückseite der Old Town Hall von Shelburne. Mit diesem Umzug konnte die Fläche der Bibliothek fast verdoppelt werden.

## Persönlichkeiten

### Söhne und Töchter der Stadt
- Almon Heath Read (1790–1844), US-amerikanischer Politiker und Vertreter Pennsylvanias im US-Repräsentantenhaus
- Lucius Lyon (1800–1851), US-amerikanischer Politiker und Vertreter Michigans im US-Repräsentantenhaus
- John L. Barstow (1832–1913), US-amerikanischer Politiker und Gouverneur von Vermont
- Peter Lenes (* 1986), US-amerikanischer Eishockeyspieler
- Megan Nick (* 1996), US-amerikanische Freestyle-Skierin

### Persönlichkeiten, die vor Ort gewirkt haben
- Barbara W. Snelling (1928–2015), US-amerikanische Politikerin und Vizegouverneurin von Vermont
- Richard A. Snelling (1927–1991), US-amerikanischer Politiker und Gouverneur von Vermont